# Os Arturos
 (octobre 2012).
 (janvier 2018).
Pour plus de détails, voir Fiche technique et Distribution.
Os Arturos  est un film documentaire réalisé par Theresa Jessouroun, sorti en 2003, portant sur le congado.

## Synopsis
Os Arturos est un documentaire sur l’une des traditions les plus populaires de l’intérieur du Brésil : le rituel du congado, hérité des Africains du Congo-Angola. À travers les chants et la danse des rituels du congado, la communauté des Arturos, noirs descendants de l’esclave libéré Artur Camilo Silverio, préserve des valeurs et des traditions transmises par ses ancêtres. Trois fois par an, ils incarnent les rois, les reines et les vice-rois du congado. Le reste du temps, ils sont ouvriers, chauffeurs, domestiques, veilleurs de nuit. Le cycle des fêtes, comme les chants et la danse transmis de génération en génération, renforce la cohésion et l’identité du groupe, l’aidant à préserver des valeurs universellement reconnues comme fondamentales: le culte des ancêtres, le respect des plus vieux, la justice, l’amour du prochain, l’importance du travail et de l’éducation des enfants.

## Fiche technique
- Réalisation : Theresa Jessouroun (pt)
- Production : Kino Filmes
- Scénario : Thereza Jessouroun
- Image : Reynaldo Zangrandi, Lula Araújo, Fred Rangel
- Son : Ivan Capeller, Cristiano Maciel, Valéria Ferro
- Musique : Os Arturos
- Montage : Thereza Jessouroun, Diana Vasconcellos, Rodrigo Lima

## Récompenses
- CNBB 2003
- XXI Jornada Internacional de Cinema da Bahia 2004